# Smith Wigglesworth
Smith Wigglesworth, född 8 juni 1859, död 12 mars 1947, var en brittisk kristen predikant och en av de viktigaste personerna inom den tidiga pingströrelsen.

## De första åren
Smith föddes i juni 1859 i en fattig familj i Menston i grevskapet Yorkshire i England. Under barndomen fick han arbeta med att gräva upp kålrötter på en åker tillsammans med sin mamma. Senare fick han arbete på ett ullspinneri i den närbelägna staden Bradford. Att han var tvungen att arbeta så tidigt innebar att han inte kunde gå i skolan och han lärde sig inte läsa förrän i tjugoårsåldern när hans fru lärde honom det.
Wigglesworth tillhörde under uppväxten anglikanska kyrkan och kom genom sin farmor i kontakt med en metodistförsamling. Senare blev han djupt engagerad i Frälsningsarmén, men blev aldrig medlem i någon församling.
Under tiden på ullspinneriet lärde Smith sig rörmokeriyrket och fortsatte sedan som egen företagare. 1882 gifte han sig med Mary Jane "Polly" Featherstone som han träffat under tiden i Frälsningsarmén. Tillsammans fick de barnen Alice, Seth, Harold, Ernest och George. Deras äktenskap varade i 31 år tills Polly dog av en hjärtattack 1913.

## Helbrägdagörare och predikant
Smith Wigglesworth började redan som tonåring att arbeta med att sprida den kristna tron, särskilt i de slumområden som omgav dåtidens brittiska industristäder.
Så småningom startade han sin egen församling, Bradford Bowland Mission, där predikningarna till en början sköttes av Wigglesworths fru, eftersom han själv hade svårigheter att uttrycka sig och led av stamning. Arbetet inom församlingen kom snart att präglas av helbrägdagörelse och andeutdrivning, och församlingen blev mycket uppmärksammad.
Uppmärksamheten ledde snart till att Wigglesworth började få inbjudningar att predika runt om i hela världen. Han predikade bland annat i Los Angeles, Nya Zeeland, Australien, Indien, Schweiz, Sverige, Norge och Sydafrika. Vid ett tillfälle när han predikade i Stockholm på 1920-talet samlades 20 000 personer för att lyssna på honom i en park.[källa behövs] Det gick sällan mer än femton minuter utan att Wigglesworth bad, och han läste i Bibeln flera gånger om dagen.
Smith Wigglesworth levde till åttioåtta års ålder, då han plötsligt avled i sakristian i Glad Tidings Hall i Wakefield under en väns begravning i mars 1947. Wigglesworths begravning hölls i Southend Hall, Elim Four Square Gospel Church i Bradford den 17 mars 1947. Han ligger begraven på begravningsplatsen Nabb Wood, Shipley, tillsammans med sin fru Polly och sin dotter Alice Salter.